# Jack Faust
Pour les articles homonymes, voir Faust (homonymie).
Jack Faust (titre original: Jack Faust) est un roman de science-fiction de l'auteur américain Michael Swanwick publié en 1997.
À Wittenberg, en Saxe, à une époque non précisée, mais aux allures fortement médiévales, le savant Johannes Wilhelm Faust brûle tous ses livres sous les yeux effarés de son serviteur, le jeune Wagner. Il renie tous les grands maîtres antiques et médiévaux dont les croyances étaient irrationnelles et contredites par la réalité. En proie au désarroi le plus profond, il invoque des puissances supérieures, susceptibles de lui révéler les secrets de l'univers. Pendant son sommeil, un être issu d'une autre dimension de l'univers lui dit qu'il peut lui révéler tous les vérités auxquelles il aspire depuis si longtemps.

## Personnages

### Johannes Wilhelm Faust
Johannes Wilhelm Faust a moins de quarante ans au moment du récit. Ancien médecin militaire pendant la guerre contre la Pologne, ce grand érudit vit à Wittenberg, en Saxe. Il gagne sa vie en donnant des cours pendant le semestre d'hiver et en organisant des examens pour ses étudiants. Au cours du récit, il se fait également appeler docteur Faustus, ou encore Jack Foster par déformation anglophone. Initié aux sciences par Méphistophélès, il signe ses nouvelles inventions du nom de « NeoPrometheus ». Heurtant les connaissances frustes de ses contemporains, taxé d'hérésie et de charlatanisme, Faust subit les pires vexations de la part de ses pairs et doit quitter Wittenberg avec son fidèle serviteur Wagner. Il arrive ensuite à Nuremberg où il rencontre les époux Reinhardt, dont il tombe amoureux de la fille, Marguerite. La famille héberge l'inventeur et finance les premiers travaux industriels de Faust à Nuremberg. À la suite d'une épidémie de peste, Faust soigne tous les malades qui se réfugient dans le cloître de Sainte-Catherine avec l'aide des sœurs et leur administre les médicaments nécessaires à leur guérison, ce qui le rend très célèbre. Après un sermon énigmatique dans l'église de la paroisse de Marguerite, les deux amants se retrouvent pour leur première étreinte. Après son excommunication, Faust part pour l'Angleterre, accompagné par l'espion Will Wycliff, et quitte Marguerite qui ne souhaite pas abandonner ses parents. Faust écrit à son aimée de longues lettres d'Angleterre dans lesquelles il la conseille sur la bonne gestion de ses usines et l'assure de son amour. Grâce à ses inventions, le flotte anglaise gagne la guerre contre l'Espagne. Ayant appris que Marguerite était en prison, il repart à Nuremberg pour lui rendre visite et tenter de la sauver. Quand il arrive, elle s'est suicidée aux barbituriques de son invention. Désespéré, désabusé, Faust se livre à son destin que lui montre Méphistophélès : il se voit, le bras levé en guise de salut, haranguant la foule devant un drapeau rouge avec en son centre un cercle blanc orné d'un poing noir fermé.

### Marguerite / Gretchen
Fille des époux Reinhardt, jeune femme blonde au caractère virginal, Marguerite brode sur le balcon de la maison familiale tandis que Faust s'active dans sa fabrique, lui lançant à la dérobée quelques regards enflammés. Elle se passionne pour l'arithmétique et montre de réelles capacités à gérer l'entreprise familiale. « Marguerite » et « Gretchen » désignent pour la jeune fille les deux facettes de sa personnalité : tandis que Marguerite est sage et réfléchie, Gretchen est espiègle et effrontée. Marguerite inspire à Faust des sentiments d'amour si purs qu'il souhaite attendre jusqu’à ce qu'elle réponde de plein gré et par amour à ses ardeurs. Après leur première étreinte, Faust doit quitter l'Allemagne, car il a été excommunié. De Londres, il lui envoie des lettres dans lesquelles il lui enjoint de connaître d'autres hommes pour son plaisir. Un jour, Marguerite tombe enceinte et, désespérée, elle décide d'avorter. Contrevant aux lois de son pays, enceinte sans être mariée, voulant assassiner son enfant par l'avortement est elle conduite en prison. En proie au repentir pour avoir soutenu une industrie qui a fait de nombreuses victimes, appauvri la population et souillé la nature, elle s'y suicide par empoisonnement avant d'avoir revu Faust.

### Méphistophélès
Méphistophélès a une étrange origine, il dit être l'expression singulière de tout un peuple qui habite dans un monde parallèle de l'univers et qui ne peut communiquer avec Faust que par son esprit. Ces êtres connaissent tous les secrets de l'univers, voient l'avenir, connaissent le passé. Dans leur monde le temps passe plus vite que sur Terre. Ils se disent être une espèce en voie d'extinction, mais ils sont prêts à livrer toutes leurs connaissances à Faust à la seule condition qu'il écoute leurs conseils. Le nom de « Méphistophélès » est également une formule mathématique qui décrit la dimension dans laquelle vit cet être. 
Tout au long du récit, Méphistophélès change d'aspect à l'envi et porte des noms aussi divers et variés qu'Abomination, la Bête, etc. Cet être grotesque ne se prive jamais d'allusions pour le moins grivoises accompagnées de gestes obscènes. Il révèle à Faust le passé trouble de ses interlocuteurs pour lui permettre de mieux les manipuler et lui prédit l'avenir pour garantir le succès de ses projets. Comme Faust est le seul à entendre la voix insidieuse de Méphisto et qu'il lui répond parfois à haute voix, son entourage doute de sa bonne santé mentale. 

### Principaux personnages secondaires
- Charles Ataman, bonimenteur à la réputation surfaite, qui vend des amulettes et des médications à base d'eau croupie censées guérir de la peste. Il dépouille ses patients pendant leur agonie.

- Auerbach, aubergiste de la taverne où Faust annonce leur fin tragique à trois hommes qui étaient en train de le dénigrer.

- Guido Cavarocchi, espion italien à la solde de Will Wycliff, qui essaie de convaincre Marguerite, emprisonnée, de le suivre rejoindre Faust en Angleterre.

- le Conseil de l'Or, confrérie secrète d'usuriers et de prêteurs sur gage chrétiens qui se sont repliés dans la clandestinité pour échapper à la censure de l'Église, l'usure n'étant exercée que par les juifs. Le Conseil de l'Or financera Faust après un interrogatoire musclé.

- Cousin de Faust, nom donné au singe par allusion aux thèses darwiniennes de l'évolution que Faust défend et que l'Église conspue

- Cranach, peintre du XVIe siècle, qui dans le roman immortalise dans un dessein le premier vol d'un aérostat construit par Faust

- Frère Josaphat, moine dominicain de Wittenberg, adversaire farouche de Faust et de ses hérésies. Lors de la venue à Wittenberg du nonce apostolique qui vient excommunier Faust, il organise un défilé grotesque pour dénigrer les thèses de Faust

- les Leucopolitains, membres de la Soliditas Leucopolis, une confrérie d'érudits qui compte des membres dans toute l'Allemagne. Mette, Sbrulius, Beckmann, sont des collègues de Faust, membre de cette association, vivant à Wittenberg.

- Herr Reinhardt, père de Marguerite, riche marchand de la cité de Nuremberg, qui met ses fonds au service des inventions à fins militaires de Faust.

- Docteur Schnabel, médecin occultiste au nez proéminent qui fait ses diagnostics à l'odorat en reniflant ses patients. Il prescrit des médications alchimiques à base de mercure qui tuent ses malades. Il prépare un livre sur les aliénations des érudits célèbres.

- Mère Servante du Christ, mère supérieure du cloître de Sainte-Catherine qui autorise Faust à administrer ses étranges médications aux malades de la peste

- Sophia, cousine de Marguerite Reinhardt, amoureuse de Wagner.

- Wagner, jeune apprenti né dans le village de Kreuzdorf, parti de chez lui après le décès de son père. Il mène une vie faite d'errance et de mendicité, mais avec la ferme intention de faire des études avec le peu de latin qu'il avait appris. Il trouve ensuite refuge chez Faust qui lui enseigne ce qu'il sait en échange de ses services de factotum. Si au départ, Wagner doute de la santé mentale de son maître qui marmonne tout seul, il est par la suite ébloui par ses dons de prédiction de l'avenir et lui fait une confiance totale. Wagner écrit ses mémoires et les remplit de toute l'admiration qu'il porte à son maître. Il mourra fusillé en essayant de sauver son maître.

- Will Wycliff, espion anglais qui souhaite rencontrer Faust à cause de ses merveilleuses inventions. Il sera sauvé de la peste par Faust et l'emmènera avec lui en Angleterre pour le sauver de l'anathème qui pèse sur ses épaules. C'est Will Wycliff qui nommera Johannes Wilhelm Faust « Jack Foster ».

## Pacte faustien
Méphistophélès propose à Faust de lui révéler toutes les vérités scientifiques qu'il souhaite et ne semble ne pas demander beaucoup en retour. Il lui demande simplement de regarder la réalité en face, sans jamais détourner les yeux et de toujours écouter ses conseils. Tel un héros de Dostoïevski, Faust ressent l'infini des possibilités lorsque Méphisto lui apprend que Dieu n'existe pas : « Dieu n'existait pas. Tout était donc possible. » 
Méphistophélès révèle ses motivations : il souhaite que la race humaine disparaisse en même temps que la sienne, vouée à un inexorable déclin dans une dimension parallèle et ne supportant pas qu'une race inférieure survive à une race supérieure. Le moyen de parvenir à ses fins ? Livrer à l'Homme tous les moyens scientifiques qui lui permettront d'œuvrer à sa propre autodestruction. Faust signe le pacte, persuadé que la fin de l'humanité est évitable et que les êtres humains feront un bon usage des nouvelles connaissances scientifiques à leur disposition. Pourtant, Faust laissera l'humanité décider de son avenir dans une phrase aux accents dramatiques : « Si les hommes ne sont pas capables de relever le défi du savoir, si la seule entrave à leurs instincts les plus vils est l'ignorance, ils méritent le destin qu'ils se forgeront. Je m'en lave les mains. »

## Science

### Soif de modernité
Au début du récit, Le docteur Faust fait un bilan de toutes ses connaissances, lesquelles renvoient à une époque pré-moderne dont la pensée est modelée par la scolastique et la religion. Le savoir est divisé en deux grands groupes, avec le Trivium Quadrivium, qui comprennent d'une part la grammaire, la rhétorique et la dialectique et d'autre part l'arithmétique, la géométrie, l'astronomie et la musique. Les ouvrages de références pour les érudits du début du XVIe siècle, comme notre Faust, sont la « Somme théologique » de Thomas d'Aquin pour les questions religieuses et morales, les fragments de Pythagore pour les mathématiques, l'« Alchymia » d'Andreas Libavius pour l'alchimie, les traités de Galien pour l'anatomie et la médecine, les commentaires d'Averroès pour la philosophie, l'« Almageste » de Ptolémée pour l'astronomie, la « Physique » d'Aristote pour les lois de la nature, en passant par la Bible, les écrits de Guillaume d'Ockham, et la méthode des syllogismes. 
Les doutes de Faust lui apparaissent lorsqu'il confronte les écrits de ces grands maîtres à la réalité qui l'entoure. Il constate que, contrairement à ce qu'en dit le célèbre Ptolémée, la trajectoire des planètes ne peut en aucun cas être circulaire, il a relevé de nombreuses erreurs dans l'anatomie de Galien en observant des malades et des cadavres, il a noté les nombreuses contradictions de l'Ancien Testament, etc. Faust rejette l'occultisme et aspire à une science qui décrive objectivement le réel. Faust souhaite mettre un terme à la superstition et faire entrer la science dans l'ère nouvelle de l'observation et de l'expérimentation. C'est tout l'enjeu du passage du mode de pensée prémoderne à la pensée de la modernité qui commence à s'opérer en France avec la philosophie de René Descartes. Wagner, l'apprenti de Faust, reste au départ fidèle à la pensée médiévale en répliquant à son maître que si les faits contredisent les grands maîtres antiques, c'est que Satan fausse notre jugement. Les restes d'une pensée du surnaturel affrontent les prémisses d'une pensée scientifique au sens moderne du terme.

### Rejet et instrumentalisation de la science
Une fois assimilées les révélations scientifiques inouïes faites par Méphistophélès dans ses rêves, Faust tente de diffuser son nouveau savoir en l'exposant aux érudits de son époque. Il envoie de nombreux courriers donnant de nouvelles explications révolutionnaires concernant le problème des couleurs, la nature des éclairs, la circulation sanguine, etc., mais ne reçoit aucune réponse. Il participe à une réunion de la confrérie des érudits de Wittenberg, les « Leucopolitains », et leur montre son nouveau télescope permettant d'observer les planètes, mais il ne récolte que sarcasmes et mépris de la part de ses collègues. Le monde des savants n'est manifestement pas prêt pour ces nouvelles découvertes qui remettent en cause toute la structure scolastique du savoir de cette époque de transition.
Seul son courrier exposant un nouveau système de suspension à lames métalliques pour les voitures à cheval trouve un écho favorable chez un maitre-charron qui le développe et l'applique avec succès à un nouveau type de véhicule plus confortable. Faust commence à comprendre alors, aidé par Méphistophélès, que ses nouvelles idées ne seront jamais acceptées par ses collègues, tant les enjeux sont importants. La science théorique doit donc laisser la place à la science appliquée, Faust se détourne alors des savants pour aller quérir l'aide des financiers et des usuriers, qui - s'il ne comprenne absolument rien aux fondements scientifiques de ses nouvelles inventions - perçoivent en revanche leur intérêt économique immédiat. Au lieu des passionnantes discussions savantes qu'il avait espérées, Faust se retrouve confronté au monde obtus des milieux d'affaires qui ne s'intéresse qu'à l'aspect militaire de ses inventions. Tout au long du roman, la science est soumise au diktat de sa valeur marchande, confrontée aux dogmes religieux qui lui sont hostiles et aux préjugés d'une population peu éduquée. C'est l'impossible acceptation d'une révolution scientifique complète et rapide par une société figée qui conduit Faust à l'isolement et à la misanthropie et l'ultime vision superposée de Faust et d'Adolf Hitler en sont les conséquences directes.

## Littérature et mythe faustien

### Précédents littéraires
Voir l'article de Wikipedia intitulé : « Faust ».

### Comparaison avec le Faust de Goethe
Michael Swanwick fait de claires allusions à la tragédie intitulée « Faust I», écrite en 1808 par le poète allemand Johann Wolfgang von Goethe.
| Thèmes                      | Faust de Swanwick | Faust de Goethe |
| --------------------------- | --- | --- |
| Personnages                 | Johannes Wilhelm Faust, Marguerite, Wagner.                                                                                      | Heinrich Faust, Marguerite, Wagner. |
| Pacte                       | Pari de Méphisto avec Faust sur la faiblesse de l'humanité.                                                                      | Pari de Méphisto avec Dieu sur la faiblesse d'un homme : Faust.                                                                             |
| Marguerite                  | Issue d'une famille de riches marchands de Nuremberg.                                                                            | Issue d'une famille très pauvre, orpheline de père, mère malade.                                                                            |
| Chez Auerbach               | Faust prédit un avenir tragique à trois hommes.                                                                                  | Méphistophélès montre les plaisirs de la vie à Faust.                                                                                       |
| Découverte du corps féminin | Charme magique qui dénude les femmes aux yeux de Faust.                                                                          | Nuit de Walpurgis. |
| Carnaval burlesque          | Défilé grotesque organisé par le père Josaphat pour dénoncer Faust.                                                              | Sabbat des sorcières. |
| Vie de Marguerite           | Volontairement restée seule à Nuremberg.                                                                                         | Lâchement abandonnée par Faust après leur première étreinte.                                                                                |
| Condamnation de Marguerite  | Marguerite condamnée pour avoir avorté.                                                                                          | Marguerite condamnée pour avoir noyé son enfant.                                                                                            |
| Repentir de Faust           | Faust accuse Méphisto et vole au secours de Marguerite.                                                                          | Faust accuse Méphisto et vole au secours de Marguerite.                                                                                     |
| Final                       | Marguerite refuse de s'enfuir avec l'espion italien, se repent pour le mal qu'elle a fait et se suicide, Faust arrive trop tard. | Faust entre dans le cachot de Marguerite avec Méphisto, elle refuse de l'accompagner et meurt en recommandant désespérément son âme à Dieu. |

Tandis que Goethe invoque dans son Faust II, paru en 1832, l'idéal romantique de l'« Éternel féminin », Michael Swanwick en propose une version plus crue, celle de la « Vulve éternelle ».

## Mythe et SF
Le roman « Jack Faust » s'apparente à un mythe revisité par la science-fiction. Les glissements et modifications s'opèrent à différents moments et à différents niveaux du récit. Les aspects surnaturels et mythologiques de l'original sont transformés en éléments (pseudo-)scientifiques : Méphisto n'est plus un être surnaturel aux pouvoirs magiques, mais l'émanation de tout un peuple extra-terrestre issu d'une dimension parallèle. La dimension morale et philosophique de l'original glisse vers une réflexion plutôt axée sur le sens du progrès scientifique et son instrumentalisation militaire et commerciale.

## Uchronie ou Steampunk?
Le temps du récit n'est pas indiqué avec précision. L'auteur écrit simplement au début de son roman : « Au début de ce siècle » et n'y ajoute aucune date précise. On peut cependant émettre l'hypothèse que le roman débute au XIVe siècle sur la base de quelques descriptions qui ancrent le monde de Faust juste avant la révolution de l'époque moderne, la Renaissance. Par la suite, lorsque Faust revient en France, il s'y retrouve sous le Directoire, une époque qui correspond donc à la fin du XVIIIe siècle. La vision finale du roman, projetée par Méphistophélès, le conduit tout droit sous le régime de l'Allemagne nazie, au XXe siècle.
Le roman de Michael Swanwick n'est pas aisé à classer dans les différents sous-genres de la science-fiction. Si le récit semble commencer par prendre le chemin de l'uchronie, il n'en respecte pas exactement les caractéristiques. Le fait que Faust acquiert des connaissances inouïes pour son époque - que l'on peut supposer être le XVIe siècle - pourrait fonctionner comme le déclencheur d'une divergence historique typique des romans uchroniques, mais l'histoire du roman n'est pas une histoire alternative. L'auteur décrit un processus historique simplement accéléré et condensé. Il s'agit plutôt de décrire l'irruption prématurée de progrès technologiques, ce qui est l'une des caractéristiques du courant Steampunk, soulignée par la description de la révolution industrielle anglaise, de ses nombreuses fabriques et de l'émergence d'une classe prolétaire surexploitée, dans l'esprit de la « fantaisie victorienne ». Mais là encore, le récit échappe à une catégorisation trop rigide. 
L'élément fondamental du roman réside dans l'idée que l'histoire est portée et modelée par les découvertes scientifiques faites par les hommes et non par de grandes figures historiques identifiables. Dans le roman, cette accélération de l'histoire est portée par un personnage mi-historique mi-fictif dont l'auteur ne retient finalement que le rôle symbolique.

## Citations
Les numéros des pages des citations qui suivent correspondent à l'édition brochée donnée en référence.
- « Rien de nouveau n'avait été découvert aussi loin que remontaient les souvenirs des hommes et tout restait à comprendre. », p. 13.

- « Les livres étaient les sangsues de l'intellect. Lorsqu'ils contenaient une vérité, elle s'enfouissait sous des centaines de mensonges indécelables. », p. 15

- «  Lorsqu'on ne peut ni se fier à ses sens ni utiliser la raison pour rendre compatibles observations et faits connus, la vérité est ispo facto inaccessible. », p. 20.

- « Tu es comparable à un mendiant qui se dresse sur le seuil des cuisines de l'empereur et hume les fumets qui s'en échappent en pensant qu'il a réalisé ses désirs les plus fous. », p. 34.

- « Qu'espérez-vous obtenir en cultivant sciemment votre ignorance ? », p. 59

- « Pour triompher tu dois souffrir. C'est le lot de tous les précurseurs. », p. 63

- « Croire que tu peux bouleverser la science de ton monde sans lui fournir au préalable une technologie adéquate dénote un manque évident de sens pratique. », p. 75

- « Pour remodeler une société, il faut des outils tout autant que des livres, de la sueur tout autant que des mots. », p. 75

- « Tout être humain à son prix et il est souvent ridiculement bas. », p. 79

- « Le génie est une denrée difficile qu'il est difficile de monnayer. », p. 85

- « La science doit être fondée sur des preuves irréfutables et reproductibles. », p. 132

- «  Le monde était si imprévisible et dangereux, si hostile aux amoureux et aux ambitions les plus naturelles. », p. 149

- «  L'amélioration temporaire du pouvoir d'achat incite le bas peuple à avoir plus d'enfants, ce qui pose des problèmes d'approvisionnement en nourriture et finit par accroître sa misère. », p. 181

- « Le travail en usine est difficile, monotone et nuisible tant pour l'âme que pour le corps. », p. 205

- « Une bataille est un drame en trois actes. On commence par s'ennuyer ferme, puis on est terrifié et pour finir on est mort. Chacun de ces stades est indispensable et doivent se succéder dans cet ordre. », p. 215

- « L'Histoire n'est que la vie expurgée de tout ce qu'une personne saine d'esprit peut souhaiter y trouver. », p. 220

- « La Vulve éternelle est le moteur de notre élévation. », p. 236

- « J'ai rompu tous mes vœux, enfreint mes résolutions et violé mes idéaux. Je puis l'affirmer, Wagner... Nul homme n'a jamais été aussi déloyal envers lui-même. », p. 249